# Lagoana furcata
Lagoana furcata är en insektsart som beskrevs av Synave 1957. Lagoana furcata ingår i släktet Lagoana och familjen Dictyopharidae. Inga underarter finns listade i Catalogue of Life.